# Bertolt Brecht
Eugen Berthold Friedrich Brecht (Augsburgo, 10 de febrero de 1898-Berlín Este, 14 de agosto de 1956), conocido como Bertolt Brecht, fue un dramaturgo y poeta alemán, uno de los más influyentes del siglo XX, creador del teatro épico, también denominado teatro dialéctico. Creciendo durante la República de Weimar, tuvo sus tres primeros éxitos como dramaturgo en Múnich y se mudó a Berlín en 1924, donde escribió La ópera de los tres centavos con Elisabeth Hauptmann y Kurt Weill y empezó una colaboración vitalicia con el compositor Hanns Eisler. Inmerso en el pensamiento marxista durante este periodo, Brecht escribió lo que llamó «Lehr-stücke» («obras de teatro ejemplares»)—obras claramente didácticas para ser representadas fuera del teatro ortodoxo—con música de Weill, Hindemith y Eisler, y se convirtió en un teórico destacado del teatro épico (al que posteriormente prefería llamar «teatro dialéctico»), y del llamado efecto de distanciamiento.
Durante la Alemania nazi, Brecht huyó de su país, primero a Escandinavia y, durante la Segunda Guerra Mundial, a Estados Unidos, donde fue vigilado por el FBI, estableciéndose como guionista. Tras la guerra, fue citado por el Comité de Actividades Antiamericanas de la Cámara de Representantes por sus supuestas afiliaciones con el Partido Comunista. El día posterior a su interrogatorio regresó a Europa, y con el tiempo se estableció en Berlín del Este y fundó la compañía de teatro Berliner Ensemble con su esposa y colaboradora durante muchos años, la actriz Helene Weigel.

## Biografía
Nació el 10 de febrero de 1898 en el seno de una familia burguesa de Augsburgo, estado de Baviera. La modesta casa donde nació se conserva hoy como Museo Brecht. Su padre, católico, era un acomodado gerente de una pequeña fábrica de papel, y su madre, protestante, era hija de un funcionario. El joven Brecht, educado en la Biblia y los clásicos alemanes, era sin embargo un rebelde que jugaba al ajedrez y tocaba el laúd. Se sentía atraído por lo distinto, lo extravagante, y se empeñaba en vivir al margen de las normas de su tiempo, de su recato y su sentido de disciplina.
En 1904 comenzó la escuela primaria en Augsburg y en 1908 ingresó en el Gymnasium (instituto de bachillerato). Obtenía calificaciones buenas, aunque no excelentes. 
A los 15 años ya editaba un periódico escolar con un amigo, siendo Brecht el que redactaba casi todos los artículos, en parte con seudónimo. Cuando comenzó la guerra, consiguió que le publicaran en la prensa local y regional unos cuantos reportajes del frente, poesías y ensayos, en su mayoría de inspiración patriótica. Mas pronto abandonó esa visión y sus aportaciones a la prensa local disminuyeron. Inicialmente entusiasmado, Brecht cambió pronto de opinión al ver a sus compañeros "engullidos por el ejército". Parece ser que estuvo a punto de ser expulsado del instituto por una redacción sobre el verso de Horacio Dulce et decorum est pro patria mori (Dulce y honorable es morir por la patria), que no mostraba la actitud hacia la muerte heroica que se esperaba de los alumnos. Solo la intervención de su padre y el profesor de religión le evitaron el cumplimiento del castigo.
Gracias a la influencia de su abuela y de su madre, Brecht conocía la Biblia, una familiaridad que influiría de por vida en sus escritos. De su madre heredó la "peligrosa imagen de la mujer abnegada", recurrente en sus obras. Brecht vivía en un hogar de clase media acomodada, a pesar de sus ocasionales intentos de reivindicar sus orígenes campesinos. En la escuela de Augsburgo conoció a Caspar Neher, con quien estableció una relación creativa que duraría toda su vida. Neher diseñó muchos de los decorados de los dramas de Brecht y contribuyó a forjar la iconografía visual distintiva de su teatro épico.

### Inicios
De 1917 a 1921 estudió la carrera de Medicina en la Universidad de Múnich (Ludwig-Maximilians-Universität - LMU), pero tuvo que interrumpir los estudios para hacer el servicio militar como médico en un hospital militar en Augsburgo, en el marco de la Primera Guerra Mundial. Su padre le consiguió trabajo en un lazareto, y allí fue donde, mientras trabajaba como enfermero, aprendió a odiar la guerra. 
Admiraba a Franz Wedekind y a Karl Valentin, uno de los mejores representantes del cabaret alemán en estado puro. Brecht no fue nunca un buen actor cómico, ni siquiera un buen actor, pero sabía reconocerlo cuando lo encontraba. La veneración que profesaba por Valentin la tendría más adelante por Charles Chaplin.
En 1918, con solo veinte años, se traslada a Berlín y escribe su primera obra teatral, Baal, cuyo personaje principal es un poeta y asesino. Allí entra en contacto con la vanguardia e inicia su carrera como periodista, crítico y dramaturgo, hasta cierto punto protegido por Erwin Piscator, inventor de muchas de las innovaciones que luego se atribuirían a Brecht.
Estudia a fondo, científica y sistemáticamente, el marxismo, que le parece la única explicación coherente para la sociedad tan inhumana en que vive. Brecht decidió de una vez para siempre que sus temas serían la guerra, la pobreza, el hambre y la explotación. Nunca fue miembro del partido comunista, pero desde finales de los años veinte se consideraba a sí mismo marxista. Cuando hablaba de los clásicos se refería a Engels, Marx y Lenin.
Durante este tiempo conoció a Paula Banholzer, quien en 1919 dio luz a un hijo suyo, Frank, que moriría en el frente soviético durante la Segunda Guerra Mundial, en 1943.
Luego, entre 1918 y 1920 escribió una pieza sobre la revolución alemana, liderada por los espartaquistas, con el título Tambores en la noche. El final de esta obra sacude al auditorio: "Todo esto no es más que puro teatro. Simples tablas y una luna de cartón. Pero los mataderos que se encuentran detrás, esos sí que son reales". La moralidad de la obra suplanta al teatro tradicional, que pretende ser imparcial. A partir de 1920, Brecht viajó a menudo a Berlín, donde entabló relaciones con gente del teatro y de la escena literaria.
En 1921 dejó la universidad sin graduarse.
Entre 1922 y 1927 estuvo casado con Marianne Zoff, actriz de teatro y cantante de ópera. A partir de 1922, el joven artista tuvo papeles en el Münchner Kammerspiele y en el Deutsches Theater de Berlín. Un año más tarde tuvieron una hija, Hanne; poco después conoció a la que sería su segunda esposa, Helene Weigel.

### Contacto con la vida cultural alemana
En 1924 abandonó Augsburgo y se trasladó a Múnich; de ahí se mudaría posteriormente a Berlín, la capital, en la que reinaba una vida cultural efervescente, y donde conoció al poeta expresionista Arnolt Bronnen, con el que fundó una productora a la que llamaron Arnolt y Bertolt. Ese mismo año empezó a trabajar como dramaturgo junto a Carl Zuckmayer en el Deutsches Theater de Max Reinhardt y tuvo a su tercer hijo, Stefan, aunque tres años más tarde se divorciaría de Marianne Zoff.
Sus obras de esta época se distancian tanto del Expresionismo en declive como de la Neue Sachlichkeit (Nueva Objetividad) ascendente, aunque formalmente deban mucho a ambas.
Desde 1926 tuvo frecuentes contactos con artistas socialistas que influirían en su pensamiento, y en 1927 comenzó a estudiar El capital de Marx.

### Comunista sin partido
En la segunda mitad de la década de 1920, Brecht se había transformado en un comunista convencido, que también buscaba objetivos políticos con sus obras, como por ejemplo con Mann ist Mann (1926). Sin embargo, nunca se hizo miembro del Partido Comunista de Alemania (KPD). El concepto de marxismo que defendía Brecht estuvo influenciado tanto por marxistas no dogmáticos y sin partido, como Karl Korsch, Fritz Sternberg y Ernst Bloch, como también por la línea oficial del KPD. La creación de su concepción del teatro épico transcurrió de manera paralela al desarrollo de su pensamiento político a partir de 1926. Sin embargo, sus innovaciones teatrales causaron a menudo rechazo entre los defensores a ultranza del realismo socialista.

### Segundo matrimonio
En 1928 se casó con Helene Weigel, matrimonio del cual nacerían dos hijos: Stefan y Bárbara. Entre 1929 y 1934 escribió una serie de obras entre las que se destacan: Línea de conducta, Acuerdo y tal vez el más importante y bello de los trabajos de esta época: La excepción y la regla (1930), donde se refleja el estudio intenso de los clásicos del socialismo y la evolución hacia un teatro que por medio del distanciamiento muestra la capacidad de transformación del hombre y de la sociedad.

### Su obra maestra:La ópera de los tres centavos
A sus veintinueve años publicó su primera colección de poemas, Devocionario doméstico, y un año más tarde alcanzó el mayor éxito teatral de la República de Weimar con La ópera de cuatro cuartos/La ópera de los tres centavos, con música de Kurt Weill, una obra en la que critica el orden burgués representándolo como una sociedad de delincuentes, prostitutas, vividores y mendigos. Esta obra fue llevada al cine en 1931 bajo la dirección de Georg Wilhelm Pabst.

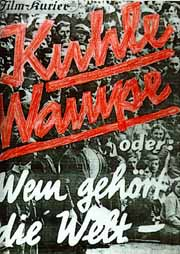
Cartel de Kuhle Wampe

Brecht siempre pretendió con sus actuaciones concienciar al espectador y hacerle pensar, procurando distanciarle del elemento anecdótico; para ello se fijó en los incipientes medios de comunicación de masas que la recién nacida sociología empezaba a utilizar con fines políticos: la radio, el teatro e incluso el cine, a través de los cuales podía llegar al público que pretendía educar. Su meta fue alcanzar un cambio social que lograse la liberación de los medios de producción. Ese propósito lo abordó tanto a través del ámbito intelectual como del estético.
Un año después, en 1932, Brecht llevó sus ideas comunistas al cine con Kuhle Wampe oder: Wem gehört die Welt (Tripa vacía o ¿A quién pertenece el mundo?), dirigida por Slatan Dudow y con música de Hanns Eisler, que muestra lo que podría ofrecer el comunismo a un pueblo alemán azotado por la crisis de la República de Weimar.

### Perseguido y acosado por Hitler
Hasta 1933, Brecht trabajó en Berlín como autor y director de teatro. Pero en aquel año, Hitler se hace con el poder. A comienzos de 1933, la representación de la obra La toma de medidas fue interrumpida por la policía y los organizadores fueron acusados de alta traición. El 28 de febrero —un día después del incendio del Reichstag— Brecht y Helene Weigel con su familia y amigos abandonan Berlín y huyen a través de Praga, Viena y Zúrich a Skovsbostrand, cerca de Svendborg, en Dinamarca, donde el autor pasó cinco años. En mayo de 1933, varios libros suyos fueron quemados por los nazis.

### Exilio en los países nórdicos
El exilio de Brecht fue posiblemente el tiempo más duro de su vida, a pesar de lo cual en este periodo escribe algunas de sus mayores obras y alcanza su plena madurez con sus cuatro grandes dramas escritos entre 1937 y 1944. Encontrándose en una situación económica difícil, tuvo que viajar primero a Dinamarca, luego a Suecia, donde vivió durante un año en una granja cerca de Estocolmo, y finalmente, en abril de 1940, a Helsinki.
Durante esta época escribió La vida de Galileo. Esta pieza teatral recrea muy libremente la biografía del científico, describiendo la autocondenación del personaje para dar encima de su teoría heliocéntrica delante de la Inquisición. Brecht siempre se pronunció contra la autoridad, el Estado y la sociedad con la justa crítica para no llegar a ser mártir de sus propias ideas. En Suecia escribió el poderoso alegato antibélico Madre Coraje y sus hijos, en una tentativa de demostrar que los pequeños empresarios codiciosos no vacilan en promover devastadoras guerras para ganar dinero. La vida de Galileo fue estrenada el 9 de septiembre de 1942 en el teatro de Zúrich.
El alma buena de Szechwan (1938-40) examina el dilema de cómo ser virtuoso y sobrevivir al mismo tiempo en un mundo capitalista. En El círculo de tiza caucasiano narra la historia de una pugna por la posesión de un niño entre una madre de la alta sociedad que le abandona y una criada que se ocupa de él; a la manera salomónica, el juez debe decidir quién es la verdadera madre.
En el verano de 1941, viajó en el expreso transiberiano desde Moscú a Vladivostok. Desde el este de la Unión Soviética se trasladó en barco a California, asentándose en Santa Mónica, cerca de Hollywood. Allí intentó escribir para la industria de Hollywood, pero sus guiones no fueron aceptados por las grandes productoras cinematográficas. En Estados Unidos organizó algunas representaciones teatrales, en la mayoría de los casos en escenarios de emigrantes, pero Brecht volvió a ser perseguido por sus ideas políticas, y el 30 de octubre de 1947 es interrogado por el Comité de Actividades Antiamericanas, por lo que tuvo que escapar al día siguiente otra vez a Suiza, sin esperar el estreno de su drama La vida de Galileo en Nueva York.

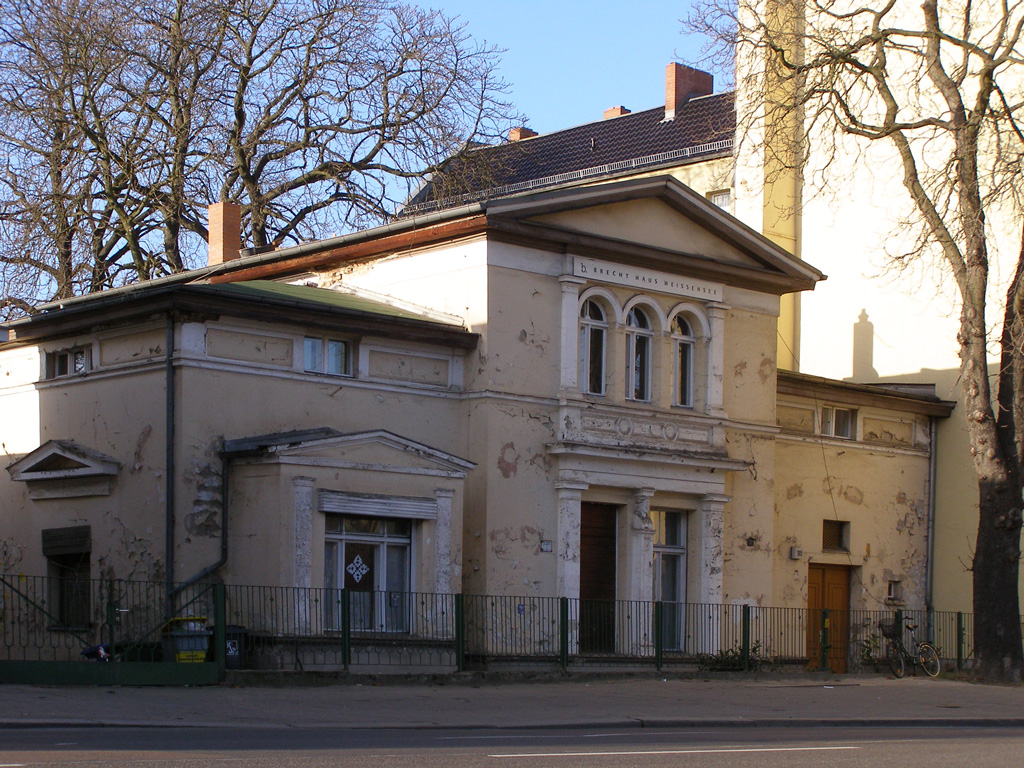
Casa de Brecht en Berlin-Weißensee.

Suiza era el único país al que podía viajar y allí pasó un año, en el que escribió El Señor Puntila y su criado Matti, un drama popular sobre un granjero finlandés que oscila entre la sobriedad grosera y el buen humor borracho. Bertolt tenía prohibida la entrada en la Alemania Occidental por órdenes de las autoridades de ocupación de la posguerra (aliados). Tres años después obtuvo la nacionalidad austriaca. Tras quince años de exilio, volvió a Alemania Oriental (RDA) en 1948 y se instaló en el Berlín Oriental.

### Vida en Berlín Este
A comienzos de 1949 se trasladó con un pasaporte checo a través de Praga a Berlín Este. Vivió en la «Casa de Brecht» en Weissensee. Comenzó a trabajar en la obra de Sófocles Antígona, en versión alemana de Friedrich Hölderlin. También trabajó en otra obra importante, el Pequeño Organum para el teatro, siendo director general del Deutsches Theater. Esta obra es de gran relevancia ya que en ella expone que el teatro es un entretenimiento cuya finalidad es la toma de conciencia social por parte del espectador y ello se consigue mostrando la realidad como proceso en movimiento, es decir, mostrando sus contradicciones. En otoño fundó junto con Helene Weigel el Berliner Ensemble, con el que llevó a la práctica sus teorías teatrales, formando un gran equipo de colaboradores. En 1954, Brecht recibió el Premio Stalin de la Paz.

### Fallecimiento
El 14 de agosto de 1956, contrajo una inflamación del pulmón y murió de una trombosis coronaria en Berlín del Este.
En el quincuagésimo aniversario de su muerte, el diario alemán de Berlín Der Tagesspiegel publicó las grabaciones completas de un discurso dado el 1 de septiembre de 1956 por Erich Mielke con motivo de su nombramiento como director de la Stasi (policía secreta de la RDA). En él, Mielke admitía que Brecht «quería hacer una denuncia contra un dirigente de la Seguridad del Estado», y tras una intencionada pausa, agregó: «después Brecht murió de un infarto». Así abonó la hipótesis de que Brecht recibió un «mal tratamiento deliberado» a la afección coronaria que arrastraba desde hacía años.

## Obra

### Estilo
Todas las obras de Brecht están absolutamente ligadas a razones políticas e históricas y tienen un sobresaliente desarrollo estético. En realidad, en Brecht se encuentran siempre unidos el fondo y la forma, la estética y los ideales. Desde sus comienzos se caracterizó por una radical oposición a la forma de vida y a la visión del mundo de la burguesía y naturalmente al teatro burgués, sosteniendo que solo estaba destinado a entretener al espectador sin ejercer sobre él la menor influencia. Brecht desarrolló una nueva forma de teatro que se prestaba a representar la realidad de los tiempos modernos, y se encargó de llevar a escena todas las fuerzas que condicionan la vida humana.
Además de conmover los sentimientos, obligaba al público a pensar; en las representaciones teatrales nada se daba por sentado y obligaba al espectador a sacar sus propias conclusiones. Hasta el fin de su vida sostuvo la tesis de que el teatro podía contribuir a modificar el mundo. Para ello fue creando una nueva idea del arte como comprensión total y activa de la historia: el efecto de distanciamiento, la no contemplación lírica de las cosas y tampoco replegamiento sutil sobre la subjetividad, sino elecciones humanas y morales, verificación de los valores tradicionales y elaboración de una nueva presencia de la poesía en la sociedad.
Su llamado teatro épico, narrativo, continúa apuntando en las escenificaciones de hoy a provocar la conciencia crítica de espectadores y actores. Hay que desmenuzar el texto, no sentirlo, examinarlo desde lejos, tomar distancia del propio yo. Nada de sentimentalismos que provoquen lágrimas en el escenario. Brecht hizo gala de antisentimentalismo, así como de su condolencia para los pobres y su sufrimiento, al tiempo que atacaba la falsa respetabilidad de los burgueses. El famoso efecto de distanciamiento creado por Brecht es un arma contra el romanticismo y el sentimentalismo. La crítica social, la compasión por los seres humanos y el consiguiente cambio de la sociedad debían desempeñar el papel esencial. Así, las canciones interrumpen los parlamentos, el telón priva al escenario de la magia teatral, y un cartel plantea la exigencia. Los actores de Brecht son sus alumnos: les deja actuar en el escenario y de ese modo edifican la pieza, mientras que el director la destruye. La genialidad y la ingenuidad mantienen un equilibrio. Esta combinación es el secreto del éxito de Brecht.
Brecht figura entre los autores más importantes del siglo XX. Es el prototipo del intelectual revolucionario que ha tratado de descifrar la realidad a través del arte. Lo cierto es que su obra teatral y sus numerosos escritos teóricos han ejercido enorme influencia sobre los escritores contemporáneos a él.

### Efecto distanciamiento (Verfremdungseffekt)
Tras un viaje a la URSS en marzo de 1935, Brecht escribe “Efectos de alienación en la actuación china” donde por primera vez se recoge el concepto Verfremdungseffekt o efecto de distanciamiento. Dos elementos contribuyen definitivamente a este artículo: la lectura de las teorías de Shklovski y la impresión que le ocasionó el trabajo de Mei Lanfang. Este efecto se trata de un cambio en la consciencia del espectador gracias a la técnica que emplea el actor rompiendo la cuarta pared o autorreferenciándose. Este mecanismo escénico también ha sido empleado en la feria, el teatro popular y de manera más sutil, la Ópera China y otras formas de teatro oriental.
Su estilo y lenguaje continúan ejerciendo influencia hasta hoy en el teatro moderno.

### Listado

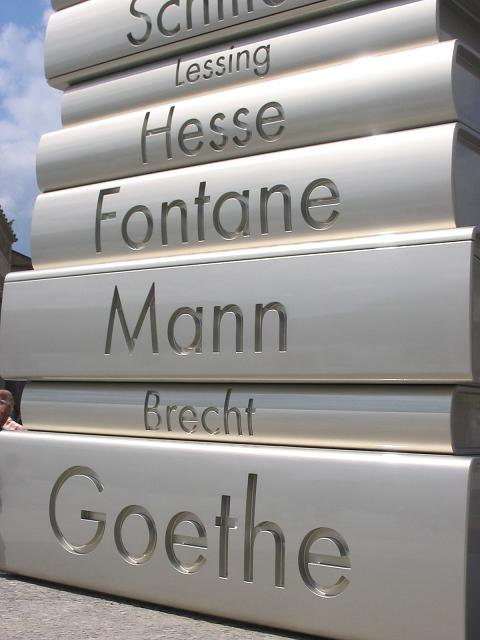
Parte de la escultura „Der moderne Buchdruck“ (La imprenta moderna) en el Walk of Ideas de Berlín para conmemorar el invento de Gutenberg: Bertolt Brecht pertenece al canon de escritores más importantes en Alemania.

#### Teatro, piezas en un acto y libretos operísticos
- Die Bibel: obra dramática en un acto (publicada el año 1914 en un periódico estudiantil de Augsburgo bajo el nombre de Bertold Eugen)
- Baal
- Tambores en la noche (Trommeln in der Nacht)
- La boda, también La boda de los pequeños burgueses (Die Hochzeit, también Die Kleinbürgerhochzeit) (pieza de un acto)
- Él practica el exorcismo (Er treibt den Teufel aus) (pieza de un acto)
- Lux in tenebris (pieza de un acto)
- El mendigo o el perro muerto (Der Bettler oder Der tote Hund) (pieza de un acto)
- El tren de pescado (Der Fischzug) (pieza de un acto)
- Pradera (Prärie) (libreto de ópera)
- En la jungla de las ciudades, también En la jungla (Im Dickicht der Städte, también Im Dickicht)
- La vida de Eduardo II de Inglaterra
- Aníbal (Hannibal) (fragmento)
- Un hombre es un hombre (Mann ist Mann)
- Fatzer o La caída del egoísta Johann Fatzer (fragmento)
- Jae picador de carne en Chicago (fragmento)
- Mahagonny (musical)
- Ascenso y caída de la ciudad de Mahagonny (Aufstieg und Fall der Stadt Mahagonny) (libreto de ópera)
- Réquiem de Berlín (Berliner Requiem) Pequeña cantata para tres voces masculinas y una orquesta de viento
- La ópera de los tres centavos (Die Dreigroschenoper)
- ¿Cuánto cuesta el hierro? (Was kostet das Eisen?) obra didáctica (1939)
- El vuelo oceánico o El vuelo de Lindbergh (Der Ozeanflug o Der Lindberghflug, también Der Flug der Lindberghs)
- La pieza didáctica de Baden sobre el acuerdo (Das Badener Lehrstück vom Einverständnis)
- El consentidor y el disentidor (Der Jasager. Der Neinsager), libreto de ópera (obra didáctica, ópera escolar)
- La medida. (Die Maßnahme) (obra didáctica)
- Santa Juana de los mataderos (Die heilige Johanna der Schlachthöfe)
- La tienda de pan (Der Brotladen) (fragmento)
- La excepción y la regla (Die Ausnahme und die Regel) (obra didáctica)
- La madre (Die Mutter)
- Cabezas redondas y cabezas puntiagudas
- Los siete pecados mortales, o Los siete pecados capitales de los pequeñoburgueses (libreto para ballet)
- La seguridad es lo primero (Safety First)
- La auténtica vida de Jakob Gehherda (Das wirkliche Leben des Jakob Gehherda)
- Los horacios y los curiacios (Die Horiatier und die Kuriatier) (obra didáctica)
- Los fusiles de la Sra Carrar (Die Gewehre der Frau Carrar)
- Goliat (Goliath) (fragmento, libreto de ópera)
- Terror y miseria del Tercer Reich (Furcht und Elend des Dritten Reiches)
- La vida de Galileo (Leben des Galilei)
- Dansen (pieza de un acto)
- Madre Coraje y sus hijos (Mutter Courage und ihre Kinder)
- El juicio de Lúculo (Das Verhör des Lukullus, también Lukullus vor Gericht o Die Verurteilung des Lukullus) obra radiofónica, más tarde libreto de ópera
- El alma buena de Szechwan (Der gute Mensch von Sezuan)
- El Sr. Puntila y su hombre Matti (Herr Puntila und sein Knecht Matti)
- La resistible ascensión de Arturo Ui (Der aufhaltsame Aufstieg des Arturo Ui)
- Las visiones de Simone Machard (Die Gesichte der Simone Machard también Die Stimmen, véase Lion Feuchtwanger Simone)
- Schweyk en la Segunda Guerra Mundial (Schweyk im Zweiten Weltkrieg)
- La Duquesa de Malfi
- El círculo de tiza caucasiano (Der kaukasische Kreidekreis)
- Los días de la comuna (Die Tage der Commune)
- Turandot o el congreso de los blanqueadores (Turandot oder Der Kongreß der Weißwäscher)
- libreto de Antigone de Sófocles  ópera (1947)
- libreto de Coriolanus por Shakespeare ópera (1952/53)

#### Poesía
Libros de poesía

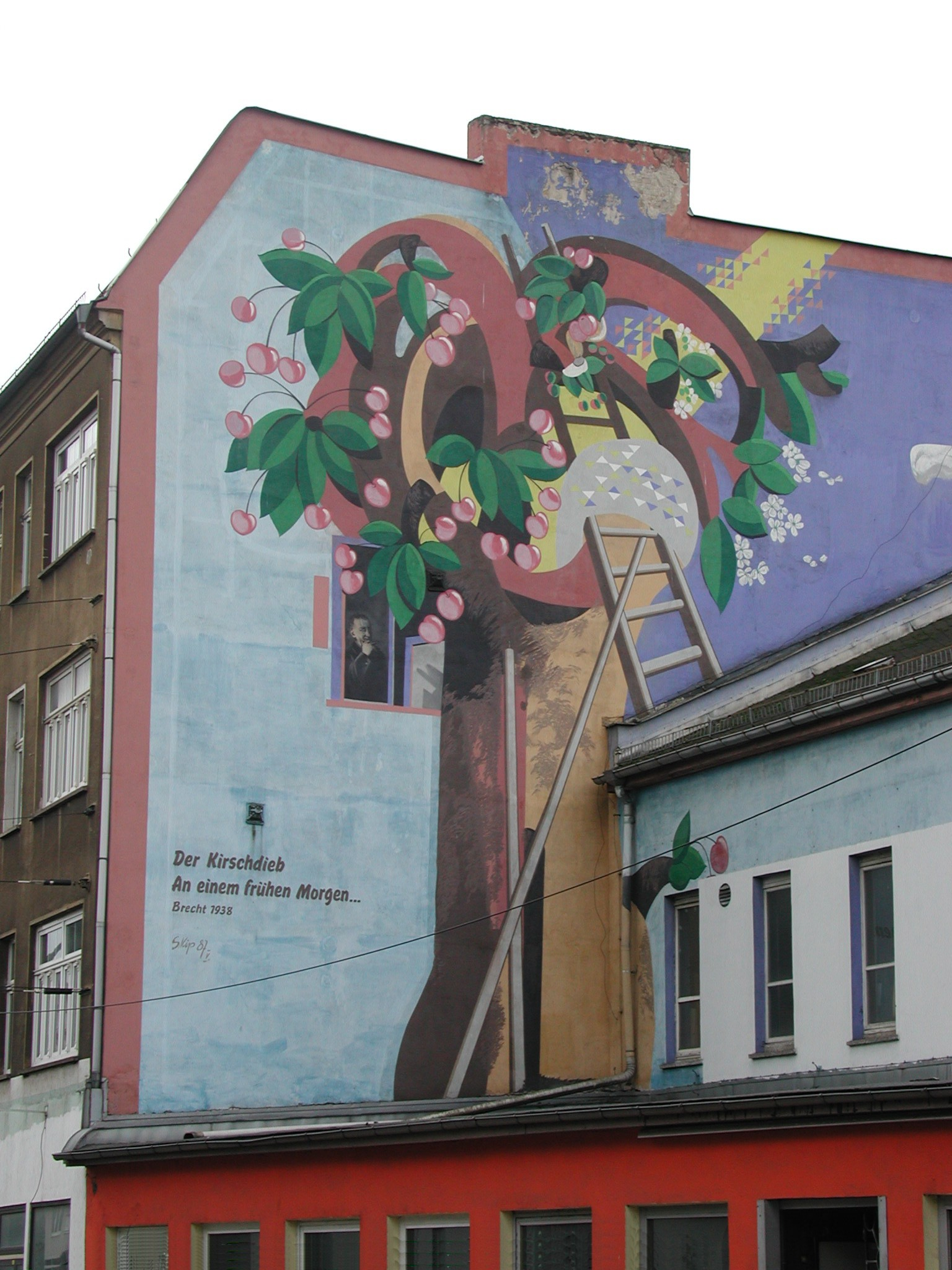
Ilustración del poema Der Kirschdieb en una pared de Weißensee (Berlín).

(Los datos se refieren al momento en que los poemas principales fueron escritos. Son posibles ediciones, añadidos o reorganizaciones del material por el autor)
- Lieder zur Klampfe von Bert Brecht und seinen Freunden (1918)
- Psalmen (Brecht) | Psalmen (1920)
- Hauspostille|Bertolt Brechts Hauspostille (1916-1925)
- Die Augsburger Sonette (1925-1927)
- Die Songs der Dreigroschenoper (1928)
- Aus dem Lesebuch für Städtebewohner (1926-1927)
- Die Nachtlager (1931)
- Geschichten aus der Revolution (1932)
- Sonette (Brecht) | Sonette (1932-1934)
- Englische Sonette (1934)
- Lieder Gedichte Chöre (1933)
- Chinesische Gedichte (1938-1949)
- Studien (Brecht) | Studien (1934-1938)
- Svendborger Gedichte ([1926]-1937)
- Steffinsche Sammlung (1939-1942)
- Hollywoodelegien (1942)
- Gedichte im Exil ([1944])
- Deutsche Satiren (1945)
- Kinderlieder (Brecht) | Kinderlieder (1950)
- Buckower Elegien (1953)

Poemas y canciones sueltos
- An die Nachgeborenen
- Ballade von den Seeräubern
- Choral vom Manne Baal
- Der Schneider von Ulm
- Die Legende vom toten Soldaten
- Die Liebenden (Brecht) | Die Liebenden, también Terzinen über die Liebe
- Siebzehnter Juni 1953#Lyrik |Die Lösung
- Einheitsfrontlied
- Erinnerung an die Marie A.
- Fragen eines lesenden Arbeiters
- Freiheit und Democracy |Der Anachronistische Zug oder Freiheit und Democracy
- Kinderhymne
- Legende von der Entstehung des Buches Taoteking auf dem Weg des Laotse in die Emigration
- Mein Bruder war ein Flieger
- Morgens und abends zu lesen
- La cruzada de los niños
- Resolution der Kommunarden
- Schlechte Zeit für Lyrik
- Solidaritätslied para la película Kuhle Wampe

#### Prosa
- Bargan läßt es sein
- Geschichten vom Herrn Keuner
- Dreigroschenroman
- Der Augsburger Kreidekreis
- Flüchtlingsgespräche
- Kalendergeschichten
- Die unwürdige Greisin
- Die Geschäfte des Herrn Julius Caesar